# Miguel de Capriles
Miguel Angel de Capriles (Ciudad de México, 30 de noviembre de 1906-San Francisco, 24 de mayo de 1981) fue un deportista estadounidense que compitió en esgrima, ganador de dos medallas olímplicas de bronce. Fue Presidente de la FIE, y exdecano de la Facultad de Derecho de la Universidad de Nueva York.

## Biografía
Nació el 30 de noviembre de 1906 en Ciudad de México (México). En 1920 su familia se mudó a los Estados Unidos, Miguel tenía entonces 13 años.
Estudió en la Escuela Superior de Comercio de Nueva York, donde se graduó en 1924. En el mismo año, Miguel ingresó a la Universidad de Nueva York, en la Facultad de Economía. Al graduarse de la Universidad, Miguel se convirtió en oficial administrativo y profesor en la misma facultad económica. Su larga y fructífera relación con la universidad duró hasta 1975, hasta su jubilación.
Se casó con Dorothy W. Hafner, una compañera de esgrima y graduada de la Facultad de Derecho de Nueva York (1938). Falleció la edad de 75 años, el 24 de mayo de 1981, en San Francisco (Estados Unidos).

## Trayectoria en esgrima
Participó en tres Juegos Olímpicos de Verano entre los años 1932 y 1948, obteniendo dos medallas, bronce en Los Ángeles 1932 y bronce en Londres 1948. Ganó 10 títulos nacionales de esgrima. Fue miembro del equipo de esgrima de los Estados Unidos.
Tras de su retiro de la competición en 1952, continuó participando activamente en el desarrollo de la esgrima. En 1960, en el Congreso Olímpico que tuvo lugar en Roma, fue elegido Presidente de la Federación Mundial de Esgrima.
Fue fundador de la orden olímpica (1975), y el administrador principal de deportes en los Estados Unidos. Es miembro del Salón de la Fama de Nueva York.
| Juegos Olímpicos | Juegos Olímpicos             | Juegos Olímpicos  | Juegos Olímpicos   |
| Año              | Lugar                        | Medalla           | Prueba             |
| ---------------- | ---------------------------- | ----------------- | ------------------ |
| 1932             | Los Ángeles (Estados Unidos) | Medalla de bronce | Espada por equipos |
| 1948             | Londres (Reino Unido)        | Medalla de bronce | Sable por equipos  |

## Trayectoria en derecho
Durante la Segunda Guerra Mundial, Miguel de Capriles trabajó en el Ministerio de Justicia, en Washington. En 1935, obtuvo un doctorado en derecho de la Facultad de Derecho.
Ejerció de  profesor de derecho entre los años 1935 y 1974, especializado en derecho corporativo y finanzas. Fundó el Instituto Jurídico Interamericano en la Universidad de Nueva York en 1947. Se desempeñó como director de la Oficina de Investigación Institucional y Educación en Planificación de entre 1953 y 1973, fue decano de la facultad de derecho de la Universidad de Nueva York entre 1964 y 1967 y se desempeñó como vicepresidente y consejero legal de la Universidad de Nueva York desde 1967 a 1974.